# Nicolene Cronje
Nicolene Cronje (* 16. Juni 1983) ist eine ehemalige südafrikanische Geherin.
2004 gewann sie im 20-km-Gehen Silber bei den Leichtathletik-Afrikameisterschaften in Brazzaville und kam bei den Olympischen Spielen in Athen auf den 47. Platz.
Bei den Commonwealth Games 2006 in Melbourne wurde sie Vierte.

## Persönliche Bestzeiten
- 3000 m Gehen: 12:53,19 min, 20. Januar 2004, Pretoria (südafrikanischer Rekord)
- 5000 m Gehen: 22:50,6 min, 11. März 2005, Stellenbosch (südafrikanischer Rekord)
- 10.000 m Gehen: 47:32,6 min, 19. März 2005, Pretoria (südafrikanischer Rekord, ehemaliger Afrikarekord)
- 20.000 m Gehen: 1:36:18,3 h, 17. April 2004, Durban (Afrikarekord)
- 20 km Gehen: 1:36:43 h, 20. März 2004, Germiston